# Фергюсон Тауншип (округ Клірфілд, Пенсільванія)
Фергюсон Тауншип (англ. Ferguson Township) — селище (англ. township) в США, в окрузі Клірфілд штату Пенсільванія. Населення — 544 особи (2020).

## Демографія
Згідно з переписом 2010 року, у селищі мешкали 444 особи в 165 домогосподарствах у складі 129 родин. Було 198 помешкань
Расовий склад населення:
| - 99,5 % — білих - 0,2 % — азіатів |

До двох чи більше рас належало 0,2 %. Частка іспаномовних становила 0,0 % від усіх жителів.
За віковим діапазоном населення розподілялося таким чином: 21,8 % — особи молодші 18 років, 61,8 % — особи у віці 18—64 років, 16,4 % — особи у віці 65 років та старші. Медіана віку мешканця становила 41,2 року. На 100 осіб жіночої статі у селищі припадало 109,4 чоловіків;  на 100 жінок у віці від 18 років та старших — 107,8 чоловіків також старших 18 років.
Середній дохід на одне домашнє господарство  становив 43 532 долари США (медіана — 40 125), а середній дохід на одну сім'ю — 46 667 доларів (медіана — 42 143). Медіана доходів становила 35 556 доларів для чоловіків та 25 250 доларів для жінок. За межею бідності перебувало 7,2 % осіб, у тому числі 10,6 % дітей у віці до 18 років та 5,1 % осіб у віці 65 років та старших.
Цивільне працевлаштоване населення становило 185 осіб. Основні галузі зайнятості: освіта, охорона здоров'я та соціальна допомога — 21,1 %, виробництво — 16,8 %, роздрібна торгівля — 10,8 %, будівництво — 9,7 %.